# Klubowe Mistrzostwa Krajów Nordyckich w piłce siatkowej mężczyzn
Klubowe Mistrzostwa Krajów Nordyckich w piłce siatkowej (ang. Nordic Club Championships, szw. Nordiska klubbmästerskapen) - rozgrywki turniejowe o mistrzostwo krajów nordyckich. Uczestniczą w nich kluby zrzeszone w North European Volleyball Zonal Association (NEVZA) i kluby z zaproszonych związków. 
W sezonie 2009/2010 w Klubowych Mistrzostwach Krajów Nordyckich uczestniczyło dziesięć drużyn z trzech państw (po cztery z Danii i Szwecji oraz trzy z Norwegii).

## Drużyny uczestniczące
| Państwo           | Liczba klubów     |
| Zrzeszone w NEVZA | Zrzeszone w NEVZA |
| ----------------- | ----------------- |
| Dania             | 4                 |
| Finlandia         | 4                 |
| Norwegia          | 4                 |
| Szwecja           | 4                 |
| Islandia          | 2                 |
| Grenlandia        | 1                 |
| Wyspy Owcze       | 1                 |
| Inne związki      |                   |
| Estonia           | 2                 |
| Litwa             | 2                 |
| Łotwa             | 2                 |
| Wielka Brytania   | 2                 |

## Cele turnieju
- Promocja i rozwój piłki siatkowej w krajach nordyckich.
- Rozwój współpracy pomiędzy związkami zrzeszonymi w NEVZA i innymi związkami.
- Organizacja profesjonalnego turnieju piłki siatkowej w krajach nordyckich.
- Przygotowanie nordyckich klubów do uczestnictwa w europejskich pucharach.

## Triumfatorzy
| Sezon     | 1. miejsce         | 2. miejsce        | 3. miejsce        |
| --------- | ------------------ | ----------------- | ----------------- |
| 2007/2008 | Raision Loimu      | Falkenbergs VBK   | Førde VBK         |
| 2008/2009 | Marienlyst Odense  | Falkenbergs VBK   | Middelfart VK     |
| 2009/2010 | Marienlyst Odense  | Middelfart VK     | Falkenbergs VBK   |
| 2010/2011 | Førde VBK          | Marienlyst Odense | Middelfart VK     |
| 2011/2012 | Marienlyst Odense  | Nyborg VBK        | Gentofte Volley   |
| 2012/2013 | Nyborg VBK         | Falkenbergs VBK   | Marienlyst Odense |
| 2013/2014 | Falkenbergs VBK    | Nyborg VBK        | Middelfart VK     |
| 2014/2015 | Linköpings VC      | Nyborg VBK        | Falkenbergs VBK   |
| 2015/2016 | Nyborg VBK         | Marienlyst Odense | Gentofte Volley   |
| 2016/2017 | Falkenbergs VBK    | Gentofte Volley   | BK Tromsø         |
| 2017/2018 | TIF Viking Bergen  | Marienlyst Odense | BK Tromsø         |
| 2019      | IBB Polonia London | Marienlyst Odense | Hvidovre VK       |